# La Femme du gorille
Pour plus de détails, voir Fiche technique et Distribution.
La Femme du gorille (Bride of the Gorilla) est un film d'épouvante fantastique américain réalisé par Curt Siodmak, sorti en 1951.

## Synopsis
Barney Chavez, manager d'une plantation perdue dans la jungle, convoite Dina, la femme de son employeur. Ayant compris que la belle ne serait pas contre la disparition de son mari, plus âgé qu'elle, Barney s'arrange pour que la mort de ce dernier ait l'air d'un accident. Ce qu'il ignore, c'est qu'une étrange sorcière a été témoin de son crime et, pour venger la victime, jette un sort à Barney. La nuit, il se transforme en gorille, perdant totalement le contrôle de lui-même. Dina, que Chavez a rapidement épousé, tente de lui venir en aide mais se pose la question : cette transformation est-elle réelle ou s'agit-il d'une hallucination ?

## Fiche technique
- Titre français : La Femme du gorille[1]
- Titre original : Bride of the Gorilla
- Réalisation : Curt Siodmak
- Scénario : Curt Siodmak
- Production : Jack Broder et Edward Leven
- Société de production : Jack Broder Productions Inc.
- Musique : Raoul Kraushaar et Mort Glickman (non crédité)
- Photographie : Charles Van Enger
- Montage : Francis D. Lyon
- Direction artistique : Frank Paul Sylos
- Costumes : Elmer Ellsworth et Betty Zackin
- Sociétés de production : Jack Broder Productions, Realart Pictures
- Pays de production :  États-Unis
- Langue originale : anglais américain
- Format : Noir et blanc - 1,37:1 - Mono - 35 mm
- Genre : film d'épouvante fantastique
- Durée : 66 minutes
- Date de sortie : octobre 1951 (États-Unis)

## Distribution
- Barbara Payton : Mme Dina Van Gelder

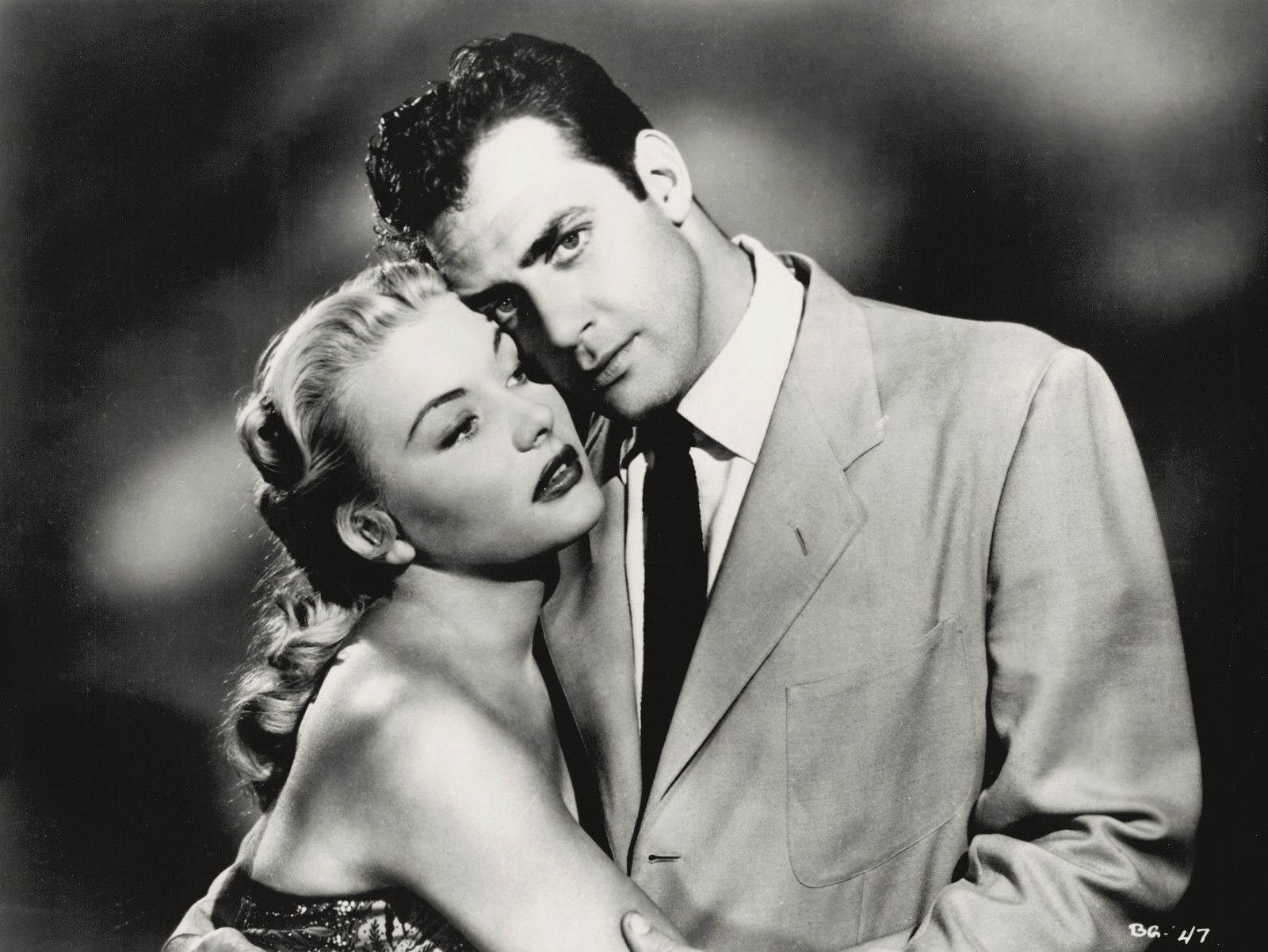
Barbara Payton et Raymond Burr, photo promotionnelle pour le film.

- Lon Chaney Jr. : le commissaire de police Taro
- Raymond Burr : Barney Chavez
- Tom Conway : le docteur Viet
- Paul Cavanagh : Klaas Van Gelder
- Gisela Werbisek : Al-long
- Carol Varga : Larina
- Paul Maxey : Van Heusen
- Woody Strode : le policier Nedo
- Martin Garralaga : un indigène
- Felippa Rock : Stella Van Heusen
- Moyna MacGill : Mme Van Heusen
- Steve Calvert : le gorille

## À noter
- Le film fut tourné en dix jours à Los Angeles.
- Le cinéaste fut payé 2 000 dollars, qui lui servirent à payer son inscription à la Directors Guild of America.
- Raymond Burr tournera quelques années plus tard dans Panique sur la ville (1954), autre film de singe réalisé par Harmon Jones.